# Bob Bailey
Pour les articles homonymes, voir Bailey.
Robert Sherwood Bailey, dit Bob Bailey, né le 13 octobre 1942 à Long Beach (Californie) et mort le 9 janvier 2018 à Las Vegas (Nevada), est un joueur américain de baseball au troisième but dans la ligue majeure de baseball de 1962 à 1978.

## Carrière
Dans une carrière de 17 saisons, Bob Bailey a affiché une moyenne au bâton de .257 avec 189 circuits et 773 points produits en 1 931 matchs. Chez les Expos de Montréal, il portait le numéro 3.